# 真川ダム
真川ダム（まがわダム、別称：真川調整池）は、富山県富山市本宮にあるダム。